# Forever Now
"Forever Now" é uma canção do quinto álbum de estúdio do cantor norte americano Ne-Yo e também o quarto single do álbum R.E.D.. A canção foi lançada como segundo single internacional no dia 23 de Novembro de 2012 e como quarto single nos Estados Unidos no dia 12 de Fevereiro de 2013 pela Motown Records. A canção foi escrita por Shaffer Smith, Allen Arthur, Clayton Reilly, Keith Justice, Mikkel S. Eriksen, Tor E. Hermansen, Paul Baumer, Maarten Hoogstraten e produzida por StarGate, Bingo Players, Phatboiz.

## Videoclipe
O vídeo de "Forever Now" foi filmado no dia 22 de Outubro de 2012 e dirigido por Ryan Pallotta. O vídeo foi lançado no dia 30 de Novembro de 2012.

## Faixas
Download digital
1. "Forever Now" – 3:41

## Créditos
- Vocal– Ne-Yo
- Produtores– StarGate, Bingo Players, Phatboiz
- Compositores– Shaffer Smith, Allen Arthur, Clayton Reilly, Keith Justice, Mikkel S. Eriksen, Tor E. Hermansen, Paul Baumer, Maarten Hoogstraten
- Gravadora: Motown

## Live Performance
Ne-Yo cantou "Forever Now" ao vivo pela primeira vez no The X Factor Germany, no dia 25 de Novembro de 2012.

### Tabelas musicais semanais
| País                                           | Melhor posição |
| ---------------------------------------------- | -------------- |
| O campo songid é OBRIGATÓRIO PARA PARADA ALEMÃ | 64             |
| Austrália (ARIA)                               | 51             |
| Áustria (Ö3 Austria Top 75)                    | 73             |
| Bélgica (Ultratip Bubbling Under de Flandres)  | 19             |
| Bélgica (Ultratip Bubbling Under da Valônia)   | 4              |
| Eslováquia (Rádio Top 100)                     | 48             |
| Estados Unidos (Pop Songs)                     | 35             |
| Estados Unidos (Dance/Electronic Songs)        | 12             |
| França (SNEP)                                  | 140            |
| Reino Unido (UK Singles Chart)                 | 31             |

## Histórico de lançamento
| País           | Data                    | Formato                      | Gravadora |
| -------------- | ----------------------- | ---------------------------- | --------- |
| Alemanha       | 23 de Novembro de 2012  | Digital download             | Motown    |
| Reino Unido    | 2 de Dezembro de 2012   | Digital download             | Motown    |
| Estados Unidos | 12 de Fevereiro de 2013 | Mainstream, rhythmic airplay | Motown    |